# De beginselen van de filosofie

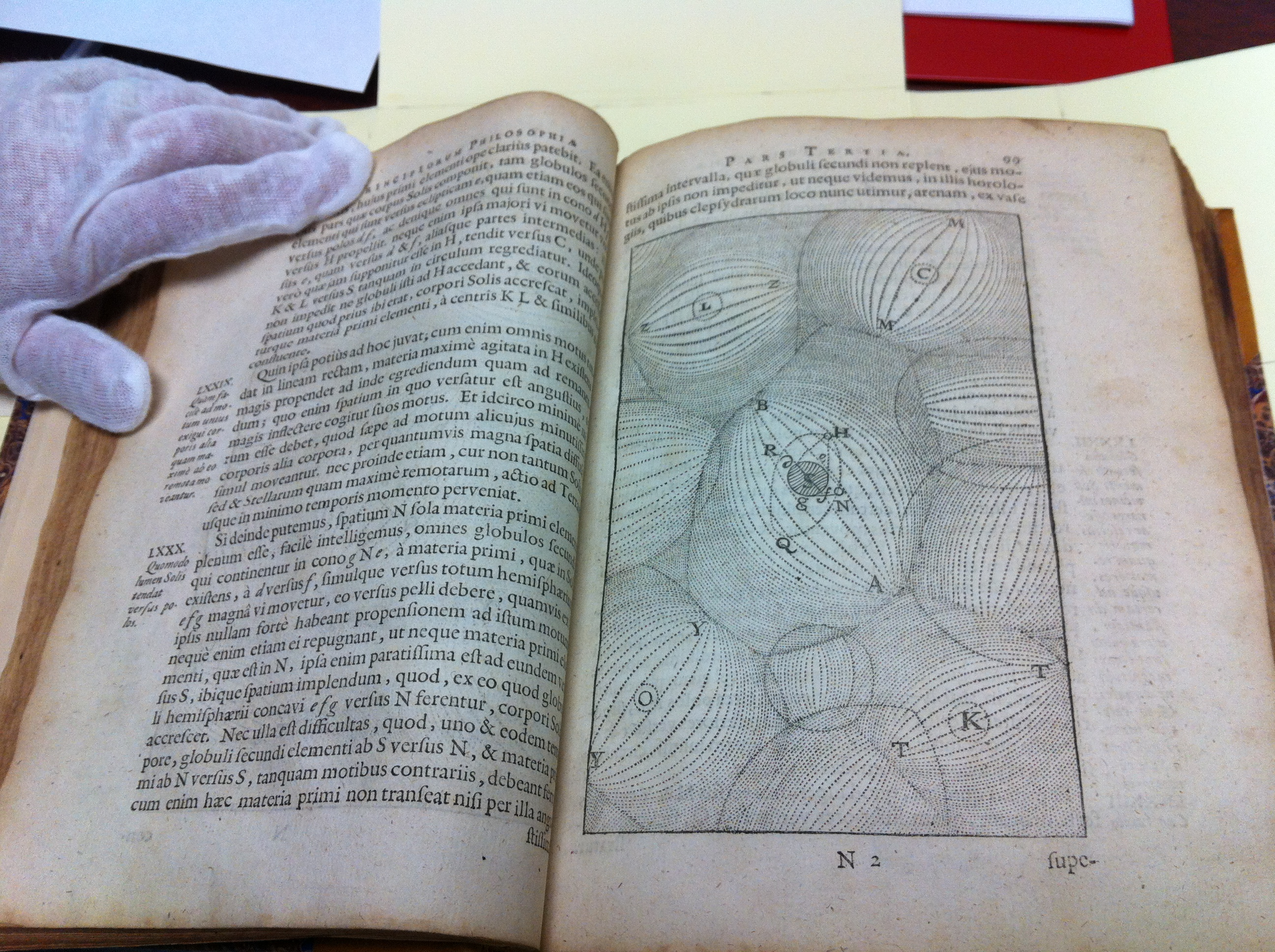
Uitgave van Descartes' Principia philosophiae uit 1656 (Southwest Research Institute rare book collection, Tom Slick Memorial Library, San Antonio, Texas)

De beginselen van de filosofie (Principia philosophiae) bevat een systematische uitwerking van het gedachtegoed van René Descartes.
Het werk verscheen in 1644 in het Latijn; een vertaling in het Frans volgde in 1647. In 1657 vertaalde Glazemaker het werk in het Nederlands met als titel Principia philosophiae: Of beginselen der wijsbegeerte.
Descartes wilde een alternatief bieden voor de destijds aan de universiteiten vigerende aristotelische en scholastieke filosofie.
Het werk bestaat uit vier delen:
1. De beginselen van de menselijke kennis
2. De beginselen van de materiële objecten
3. Het universum
4. De aarde.

In dit boek staat de bekende zinsnede cogito, ergo sum.
Compendium Musicae · Regulae ad directionem ingenii ut et inquisitio veritatis per lumen naturale · Le Monde · 'l'Homme · Discours de la méthode pour bien conduire sa raison et chercher la vérité dans les sciences · La Géométrie · La Dioptrique · Les Météores ·  Meditaties over de eerste filosofie · Principia philosophiae · Notae in programma · La description du corps humaine · Responsiones Renati Des Cartes · Les passions de l'âme · Musicae Compendium · Correspondance